# Spanien i olympiska vinterspelen 1936
Spanien deltog med sex deltagare vid de olympiska vinterspelen 1936 i Garmisch-Partenkirchen. Ingen av landets deltagare erövrade någon medalj.